# Uncaria roxburghiana
Uncaria roxburghiana är en måreväxtart som beskrevs av Pieter Willem Korthals. Uncaria roxburghiana ingår i släktet Uncaria och familjen måreväxter. Inga underarter finns listade i Catalogue of Life.